# Urda (serie animata)
Urda: The Third Reich (ウルダ?, Uruda,  conosciuto anche come Urda: The Third Reich) è un anime d'azione diretto da Romanov Higa, ambientato durante la Seconda Guerra Mondiale ed uscito come ONA nel 2002.

## Trama
Durante la Seconda Guerra Mondiale, Erna Kurtz e Janet Hunter si occupano, per conto degli Alleati, di combattere i nazisti ed in particolare la divisione di Grimhild Kurtz. Durante una delle operazioni salvano Clis, una ragazza sola e spaurita che, dopo la diffidenza iniziale, confida loro di essere una abitante del futuro. Clis e il suo compagno di viaggi Alan, erano infatti incaricati di sperimentare la possibilità di viaggiare nel tempo, ma poi una serie di circostanze li ha separati facendo cadere lei nelle mani di un medico tedesco e lasciando come disperso il suo amico.
Quando spiega che la nave con cui è arrivata potrebbe cadere nelle mani dei nazisti, subito Erna e Janet si mobilitano per evitare che ciò avvenga. Quando però durante un combattimento armato Erna e Clis finiscono prigionieri dei soldati del Reich, le due ragaze scoprono con disappunto che Alan, il compagno di Clis, è già stato catturato da Grimhild Klutz.
Grazie però all'intervento di Janet, il trio riesce a scappare e a mettersi in salvo.
Decidono di reinviare i due viaggiatori nel futuro, ma Clis confida segretamente ad Erna di non desiderare ciò: lei è infatti un essere sintetico, geneticamente creata in laboratorio per fare da cavia. Erna rimane molto colpita da quanto gli rivela e gli racconta che anche lei è una donna senza alcuna radice col proprio passato: la guerriera è stata infatti raccolta ed allevata proprio da Grimhild Klutz, che le ha sempre detto di essere la sua vera madre. Ma poi le spiega che non possono rimanere nel 1943 e rimanere un allettante obiettivo per i nazisti, così alla fine anche Clis si lascia convincere.
Durante il volo di partenza della nave capace di viaggiare nel tempo, sopraggiunge però un plotone di soldati accompagnati da Grimhild e tra lei e i suoi uomini e Janet ed Erna inizia una vera battaglia. Durante lo scontro Alan e Grimhild periscono mentre Clis, nonostante gli sforzi delle due donne soldato, finisce risucchiata dal vortice spazio-temporale rivolto, però, verso il passato.
Durante il volo, trascinata dalle correnti, Clis viene trafitta trasversalmente dal petto sino alla vita da una lamiera, Janet nel momento in cui nota l'evento associa subito la cosa alla strana cicatrice di Erna, di cui persino l'amica non ricorda nulla. Recuperate le forze, le due amiche guardano assieme il cielo mattutino, dopo aver salvato il futuro dalla minaccia nazista.

## Personaggi
Erna Klutz
Doppiata da Miyo Kawatuma
Janet Hunter
Doppiata da Nozomu Mido
Grimhild Klutz
Doppiata da Momiji
Clis
Doppiata da Marimo Rinku
Alan
Doppiato da Hijiri Kiryu